# Tadeusz Komorowski
Tadeusz Marian Komorowski, ps. Bór, Znicz, Lawina, Korczak, Gajowy, Prawdzic (ur. 1 czerwca 1895 w Chorobrowie, zm. 24 sierpnia 1966 w okolicach Buckley) – polski hrabia, generał dywizji Polskich Sił Zbrojnych, premier rządu RP na uchodźstwie (1947–1949), Naczelny Wódz Polskich Sił Zbrojnych (1945–1947), Komendant Główny Armii Krajowej (1943–1944), członek Rady Trzech (od 1956), kawaler Orderu Orła Białego i Virtuti Militari.

## Życiorys

### Rodzina, wykształcenie, początki kariery wojskowej
Urodził się w rodzinie hrabiego Mieczysława Mariana Komorowskiego h. Korczak (1860–1926) i Wandy Prawdzic-Zaleskiej (1863–1955). Spokrewniony z generałem Tadeuszem Rozwadowskim, w którego majątku przyszedł na świat.
W 1913 ukończył gimnazjum we Lwowie i w tym samym roku został przyjęty do Terezjańskiej Akademii Wojskowej w Wiener Neustadt. Po ukończeniu akademii został mianowany podporucznikiem ze starszeństwem z 15 marca 1915 w korpusie oficerów kawalerii i wcielony do Pułku Ułanów Obrony Krajowej Nr 3, który dwa lata później został przemianowany na Pułk Strzelców Konnych Nr 3. W jego szeregach walczył na frontach rosyjskim i włoskim I wojny światowej. Na stopień porucznika został mianowany ze starszeństwem z 1 listopada 1916 w korpusie oficerów kawalerii.

### Okres międzywojenny
Z dniem 15 listopada 1918 został przyjęty do Wojska Polskiego z zatwierdzeniem posiadanego stopnia porucznika ze starszeństwem z dniem 1 listopada 1916 i przydzielony do 9 pułku ułanów. W szeregach tego pułku wziął udział w wojnie z Ukraińcami, a później wojnie z bolszewikami. Od grudnia do maja 1919 walczył w rejonie Mościska – Krysowice. Na początku lipca 1920, w rejonie Łucka, dowodził zbiorczym szwadronem 9 pułku ułanów. 20 sierpnia 1920 objął dowództwo 12 pułku ułanów podolskich. 31 sierpnia 1920, pierwszego dnia bitwy pod Komarowem został ranny. Po wyleczeniu wrócił do 9 pułku ułanów. W 1921 był zastępcą dowódcy 9 pułku ułanów w Żółkwi. W 1922 ukończył dziewięciomiesięczny kurs ekwitacji w Grudziądzu.
W latach 1922–1923 był instruktorem jazdy konnej w Oficerskiej Szkole Artylerii w Warszawie i Toruniu. W grudniu 1923 został przeniesiony do 9 pułku ułanów małopolskich „z pozostawieniem jako odkomenderowany w Centralnej Szkole Kawalerii” w Grudziądzu. 31 marca 1924 awansował na majora. W lipcu 1924 został przeniesiony do 8 pułku ułanów Księcia Józefa Poniatowskiego w Krakowie. W tym samym roku został wyznaczony na stanowisko kwatermistrza pułku, a później zastępcy dowódcy pułku. Z dniem 15 lipca 1926 roku został przeniesiony do kadry oficerów kawalerii i przydzielony do Szkoły Podoficerów Zawodowych Kawalerii we Lwowie na stanowisko komendanta. W grudniu 1927 został wyznaczony na stanowisko zastępcy dowódcy 9 pułku ułanów małopolskich w Czortkowie i Trembowli. Od stycznia 1928, po przeniesieniu pułkownika SG Jana Pryzińskiego do dyspozycji Ministra Spraw Wewnętrznych, pełnił obowiązki dowódcy tego oddziału. 23 stycznia 1928 awansował na podpułkownika. W styczniu 1929 został mianowany dowódcą 9 pułku ułanów małopolskich. 21 grudnia 1932 awansował na pułkownika. Pułkiem dowodził przez dziesięć lat. W listopadzie 1938 został komendantem Centrum Wyszkolenia Kawalerii w Grudziądzu.
Ukończył studia na Politechnice Lwowskiej. W 1924, w Paryżu, uczestniczył w Igrzyskach Olimpijskich w jeździectwie. W 1936, w Berlinie, był kierownikiem ekipy jeździeckiej, która zdobyła srebrny medal na Igrzyskach Olimpijskich.

### II wojna światowa

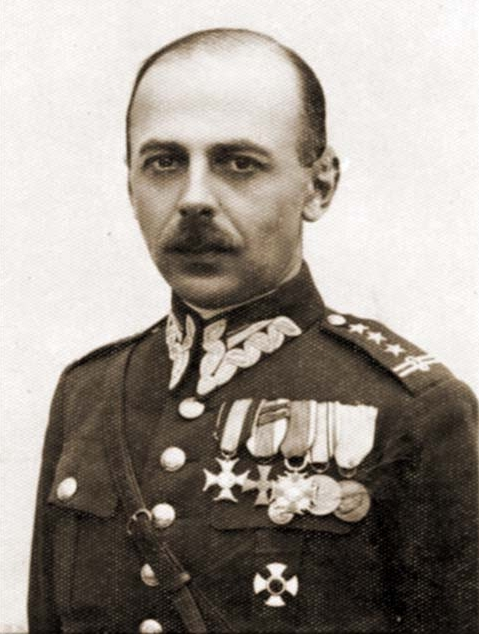
Tadeusz Komorowski w mundurze pułkownika WP, ok. 1935

Podczas kampanii wrześniowej był najpierw dowódcą Ośrodka Zapasowego Zgrupowania Kawalerii w Garwolinie (stanowisko to objął w sierpniu 1939), a następnie zastępcą dowódcy Kombinowanej Brygady Kawalerii płk. Adama Zakrzewskiego w składzie Armii „Lublin” z którą walczył pod Górą Kalwarią i Zamościem. Pułkownik Komorowski uniknął niewoli i przedostał się do Krakowa.

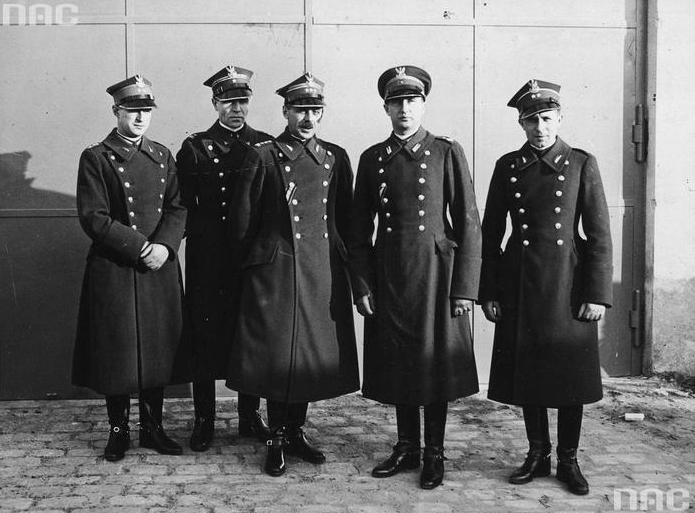
Polska ekipa podczas międzynarodowych zawodów hippicznych w Berlinie w 1936: od lewej por. Janusz Komorowski, mjr Wilhelm Lewicki, płk Tadeusz Komorowski (szef ekipy), mjr Zdzisław Dziadulski, por. Czarniawski

Pod koniec 1939 stworzył w Krakowie konspiracyjną Organizację Wojskową i kierował nią do stycznia 1940, kiedy podporządkowała się ZWZ. Komorowski przyjął wówczas pseudonim „Korczak”. Komendant Obszaru Kraków ZWZ, od 8 lutego 1940 generał brygady, po dekonspiracji i przedostaniu się latem 1941 do Warszawy został mianowany zastępcą komendanta głównego ZWZ. Od jesieni 1941 do czerwca 1943 był również komendantem Obszaru Zachodniego, obejmującego okręgi: poznański i pomorski. Od maja 1942 uczestniczył w rozmowach ze Stefanem Sachą i Władysławem Jaworskim w sprawie scalenia Narodowej Organizacji Wojskowej z AK, do czego doszło w listopadzie tego roku. Po aresztowaniu przez Niemców gen. Grota-Roweckiego, od 1 lipca 1943 (formalnie od 17 lipca) objął stanowisko Komendanta Głównego Armii Krajowej. Jego nominacja na to stanowisko wzbudziła kontrowersje wśród niektórych wyższych oficerów KG AK.

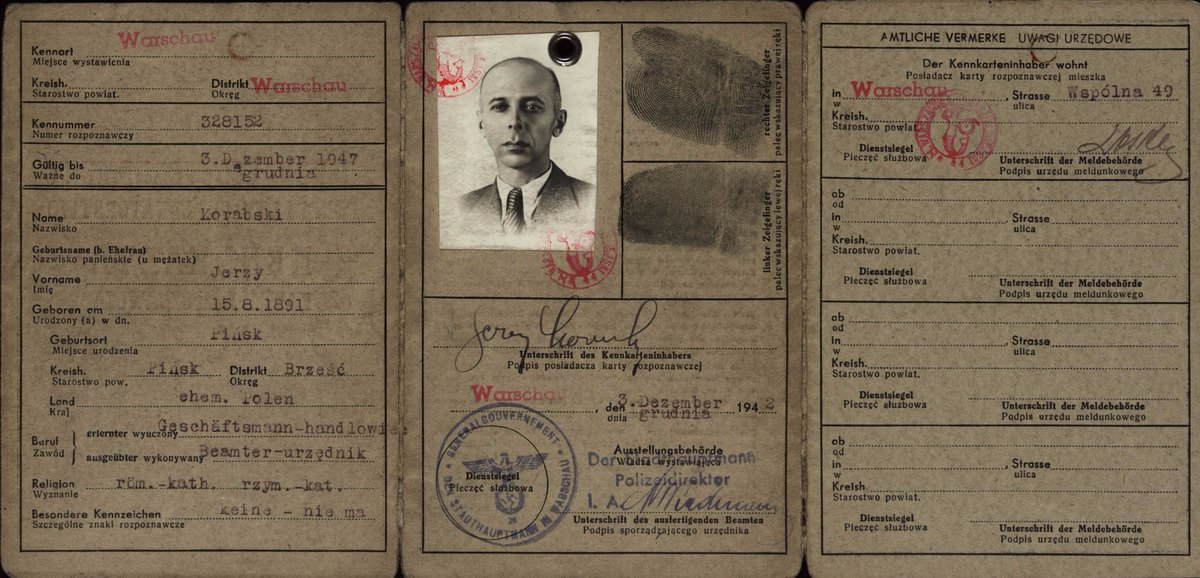
Fałszywa kenkarta Tadeusza Komorowskiego wystawiona w 1942 na nazwisko Jerzy Korabski

W 1943 roku wydał rozkaz stanowiący podstawę zastosowania zasady odpowiedzialności zbiorowej wobec niemieckich osadników biorących udział w akcji wysiedlania Polaków z Zamojszczyzny, nakazując uderzenia na osady niemieckie, których mieszkańcy brali bezpośredni lub pośredni udział w zbrodniach okupanta („Wsie takie nakazałem spalić, a ludność wyciąć w pień”). Wydał również rozkaz odwetowych pacyfikacji osiedli ukraińskich podczas trwania rzezi wołyńskiej.
Uznając duże prawdopodobieństwo wejścia w konflikt zbrojny z oddziałami Gwardii Ludowej i partyzantów radzieckich, był zwolennikiem wprowadzenia do kraju w „krytycznym momencie” nie tylko oddziałów Sił Zbrojnych na Zachodzie, ale też jednostek anglosaskich do wsparcia AK w walce z siłami komunistycznymi, o czym informował w październiku 1943 roku rząd w Londynie. 20 listopada 1943 wydał rozkaz do rozpoczęcia akcji „Burza”.
14 marca 1944 Naczelny Wódz gen. Kazimierz Sosnkowski mianował go generałem dywizji z dniem 1 marca 1944 w korpusie generałów.
Podjął decyzję o wybuchu powstania warszawskiego. Decyzja ta – według Andrzeja L. Sowy – została uznana pośrednio przez Naczelnego Wodza za przekroczenie kompetencji, które Komorowski posiadał.
Uznawał, że zawdzięczanie uwolnienia Warszawy przez Rosję byłoby zrezygnowaniem z niepodległości i poddaniem się Rosji.

ŻOŁNIERZE STOLICY! Wydałem dziś upragniony przez Was rozkaz do jawnej walki z odwiecznym wrogiem Polski, najeźdźcą niemieckim. Po pięciu blisko latach nieprzerwanej walki, prowadzonej w podziemiach konspiracji, stajecie dziś otwarcie z bronią w ręku, by ojczyźnie przywrócić wolność i wymierzyć zbrodniarzom niemieckim przykładną karę za terror i zbrodnie dokonane na ziemiach Polskich.

Podczas powstania warszawskiego Komorowski w zasadzie nie uczestniczył w dowodzeniu walkami, był w złej kondycji psychicznej i fizycznej. Cierpiał na zapalenie zatok przynosowych. Jego dolegliwości pogłębiły się, kiedy 13 sierpnia został kontuzjowany w wyniku wybuchu „czołgu pułapki” (borgwarda) na ulicy Kilińskiego. Po 5 września podjął inicjatywę niemiecką dotyczącą rozmów w sprawie kapitulacji, mimo sprzeciwu faktycznie dowodzącego powstaniem płk. Chruściela „Montera”, który radził, by, w krytycznej sytuacji, w jakiej znalazło się powstanie, zwrócić się o pomoc dla powstania do polskich przywódców komunistycznych. „Bór” odmówił, nazywając to zdradą. W tym czasie doszło też do próby odsunięcia Komorowskiego od dowodzenia powstaniem podjętej przez grupę wyższych dowódców powstańczych uznających, że „Bór” jest w kontekście dowodzenia osobą nieporadną.

30 września 1944 prezydent RP Władysław Raczkiewicz mianował go Naczelnym Wodzem z zastrzeżeniem, że „wstępuje w prawa i obowiązki Naczelnego Wodza z chwilą rozpoczęcia swych czynności w siedzibie Prezydenta Rzeczypospolitej i Rządu”, czyli w Londynie. Jako jedną z przyczyn zamiany Sosnkowskiego na Komorowskiego prezydent Raczkiewicz podawał wzgląd na współpracę z aliantami anglosaskimi.

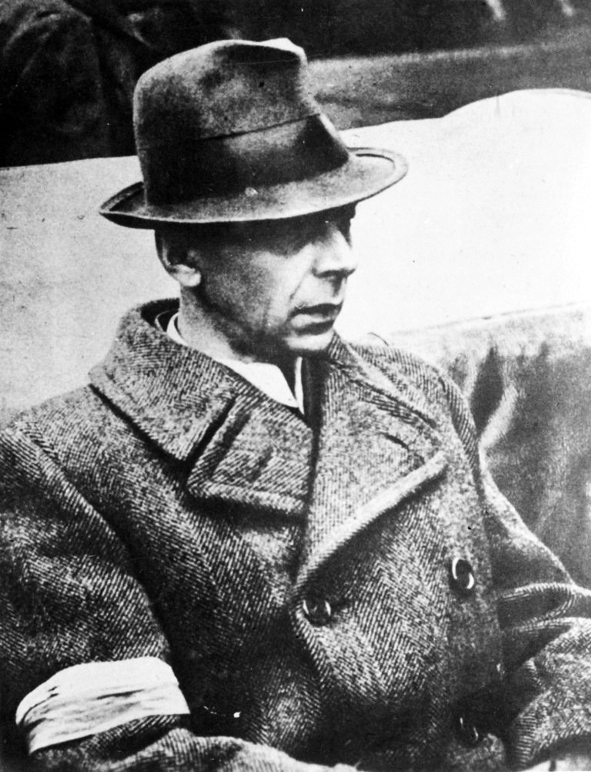
Tadeusz Bór-Komorowski po podpisaniu dokumentu kapitulacji powstania warszawskiego, w kwaterze głównej Ericha von dem Bacha. Ożarów Mazowiecki, 3 października 1944

2 października 1944 udzielił pełnomocnictwa pułkownikowi dyplomowanemu Kazimierzowi Iranek-Osmeckiemu i ppłk. Zygmuntowi Dobrowolskiemu do zawarcia z SS-Obergruppenführerem Erichem von dem Bach-Zelewskim układu o zaprzestaniu działań wojennych w Warszawie. 4 października 1944 w Ożarowie spotkał się z generałem von dem Bachem. 5 października 1944 o godz. 8.00 dokonał przeglądu plutonu osłonowego pod dowództwem kapitana Stanisława Jankowskiego ps. „Agaton”, a o godz. 9.45 pomaszerował na czele oddziałów powstańczych do niewoli. Tego samego dnia został przewieziony koleją z Ożarowa do Sochaczewa i dalej do Prus Wschodnich. Towarzyszyło mu pięciu generałów, pięciu oficerów do zleceń, adiutant i pięciu ordynansów. 6 października 1944 przybył do miejscowości Kruklanki (niem. Kruglanken), położonej 9 kilometrów na południowy wschód od miejscowości Pozezdrze, w pobliżu której mieściła się polowa kwatera Himmlera „Hochwald”. Następnego dnia, ponownie spotkał się z nim generał von dem Bach i poinformował o planowanym spotkaniu z Reichsführerem-SS Heinrichem Himmlerem, do którego jednak nie doszło. 8 lub 9 października 1944 został przewieziony do Berlina, do siedziby Głównego Urzędu Bezpieczeństwa Rzeszy, gdzie znów miało dojść do spotkania z Himmlerem. Następnego dnia został przewieziony do Oflagu 73 Nürnberg-Langwasser pod Norymbergą, umieszczony w oddzielnym baraku i izolowany od innych jeńców. 5 lutego 1945 został przewieziony do Oflagu IV C Colditz. W nocy z 12 na 13 kwietnia 1945 został przewieziony do Twierdzy Königstein w Saksonii. Następnej nocy do obozu cywilnego w Laufen w Bawarii, a kolejnej nocy do Tittmoning, gdzie mieścił się obóz dla jeńców holenderskich. Po kilku dniach powrócił do obozu w Laufen. Pod koniec kwietnia 1945 został przewieziony do Stalagu XVIIIC w Markt Pongau k. Salzburga. Tam SS-Obergruppenführer Gottlob Berger, nakłoniony przez szwajcarskiego posła Feldschera, zwolnił go z niewoli. W okolicach Innsbrucku został wyzwolony przez żołnierzy amerykańskiej 103 Dywizji Piechoty. W Innsbrucku spotkał się z francuskimi generałami Maximem Weygandem i Maurice’em Gamelinem, którzy w tym samym czasie zostali uwolnieni z niewoli. Po kilku dniach został przewieziony do Polskiego Ośrodka Wojskowego, byłego Oflagu VII A Murnau, a stamtąd do Paryża.

### Losy powojenne

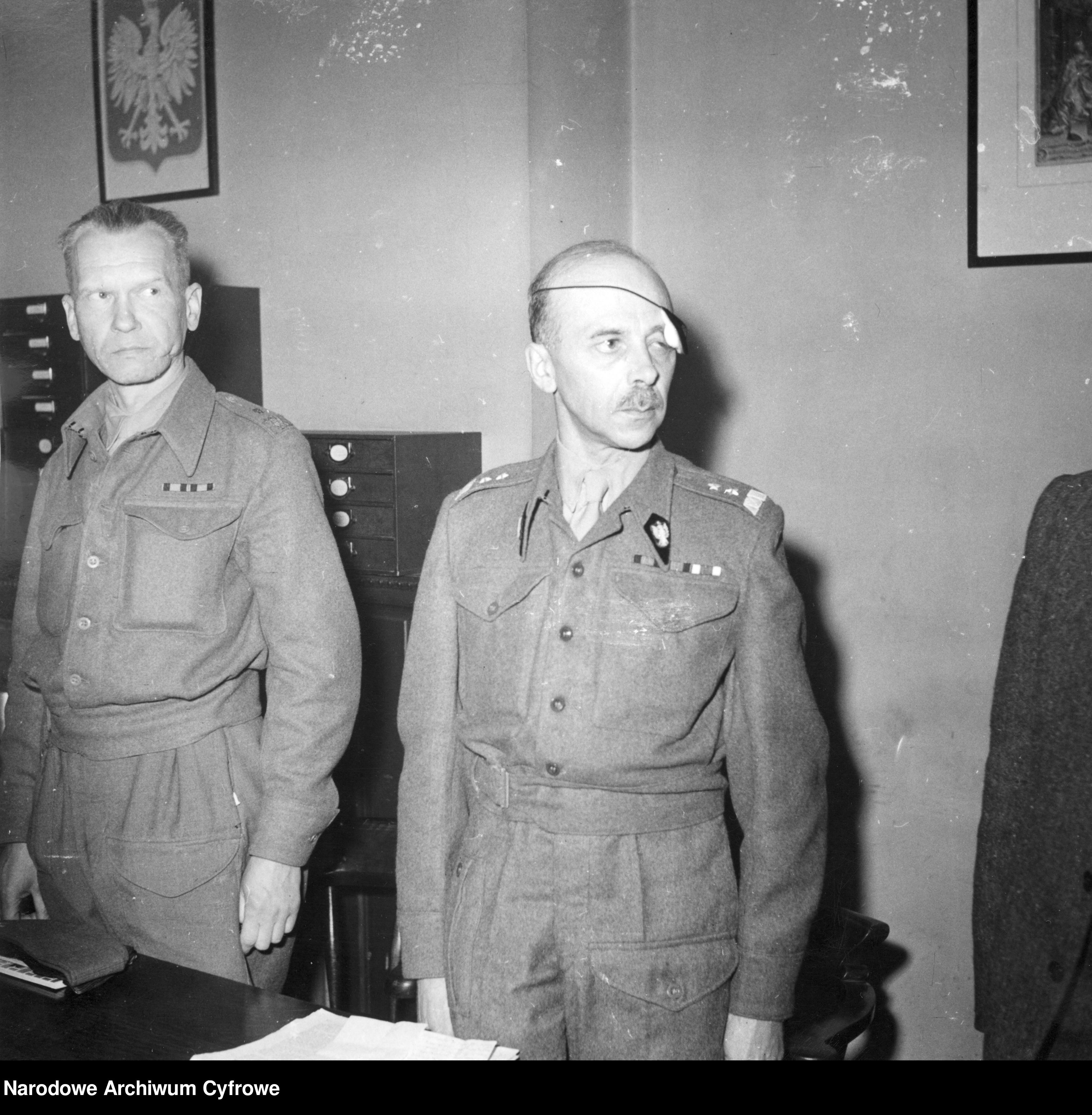
Gen. Tadeusz Bór-Komorowski i gen. Tadeusz Pełczyński, konferencja prasowa Naczelnego Wodza w Londynie, 19 maja 1945

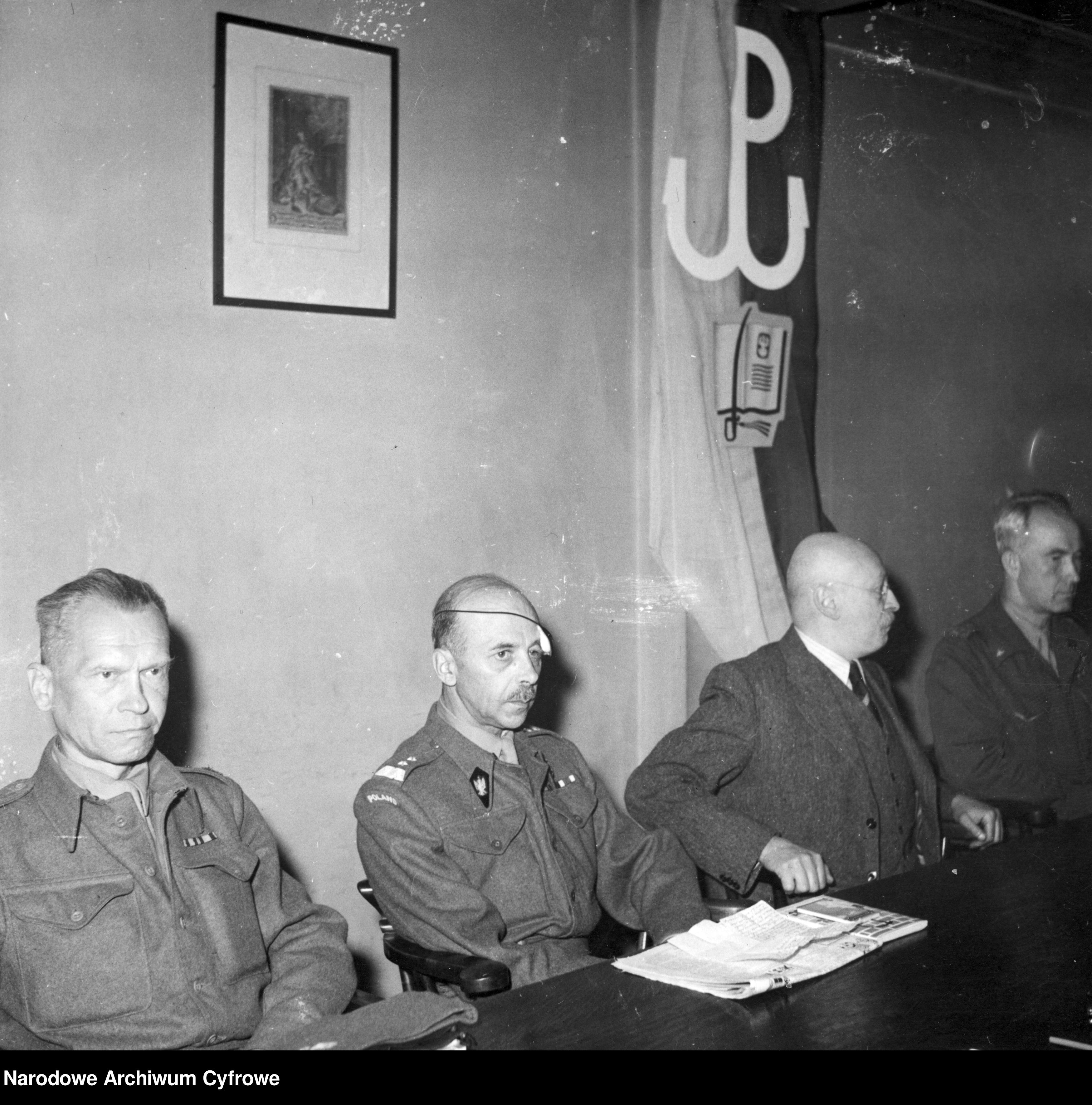
Gen. Tadeusz Bór-Komorowski, po lewej stronie: gen. Tadeusz Pełczyński; po prawej Adam Pragier, gen. Antoni Chruściel, konferencja w Londynie, 19 maja 1945

12 maja 1945 przybył do Londynu. Na lotnisku został przywitany okazale i owacyjnie przez premiera Tomasza Arciszewskiego z ministrami, przedstawiciela prezydenta RP i wyższego wojskowego brytyjskiego z ramienia szefa Sztabu Imperialnego. 28 maja 1945 objął obowiązki Naczelnego Wodza. 20 września 1945, „wobec nieuznawania przez władze brytyjskie stanowiska Naczelnego Wodza” przekazał szefowi Sztabu Głównego „ogólne dowodzenie wojskiem oraz koordynację zagadnień wspólnych dla wojska, marynarki wojennej i sił powietrznych”. 8 listopada 1946 Prezydent RP zwolnił go ze stanowiska Naczelnego Wodza.
2 lipca 1947 Prezydent RP mianował go prezesem Rady Ministrów. 10 lutego 1949 prezydent RP August Zaleski zwolnił go z urzędów: prezesa Rady Ministrów, kierownika Ministerstwa Skarbu, kierownika Ministerstwa Przemysłu, Handlu i Żeglugi, a także kierownika Ministerstwa Pracy i Opieki Społecznej oraz powierzył mu sprawowanie obowiązków do czasu powołania nowego rządu, co nastąpiło 7 kwietnia 1949.
Od lipca 1956 wchodził w skład emigracyjnej Rady Trzech. Działał w Kole Byłych Żołnierzy Armii Krajowej, a z jego inicjatywy 1 sierpnia 1966 dla upamiętnienia czynu zbrojnego żołnierza AK ustanowiono odznaczenie pamiątkowe – Krzyż Armii Krajowej.

Na emigracji zarabiał na życie jako tapicer. Zmarł na atak serca w trakcie polowania. Został pochowany na cmentarzu Gunnersbury w Londynie. W 1994 prochy generała przywiózł do Polski jego syn. Złożono je w kwaterze Komendy Głównej AK na Cmentarzu Wojskowym na Powązkach (kwatera A 28-7-7).

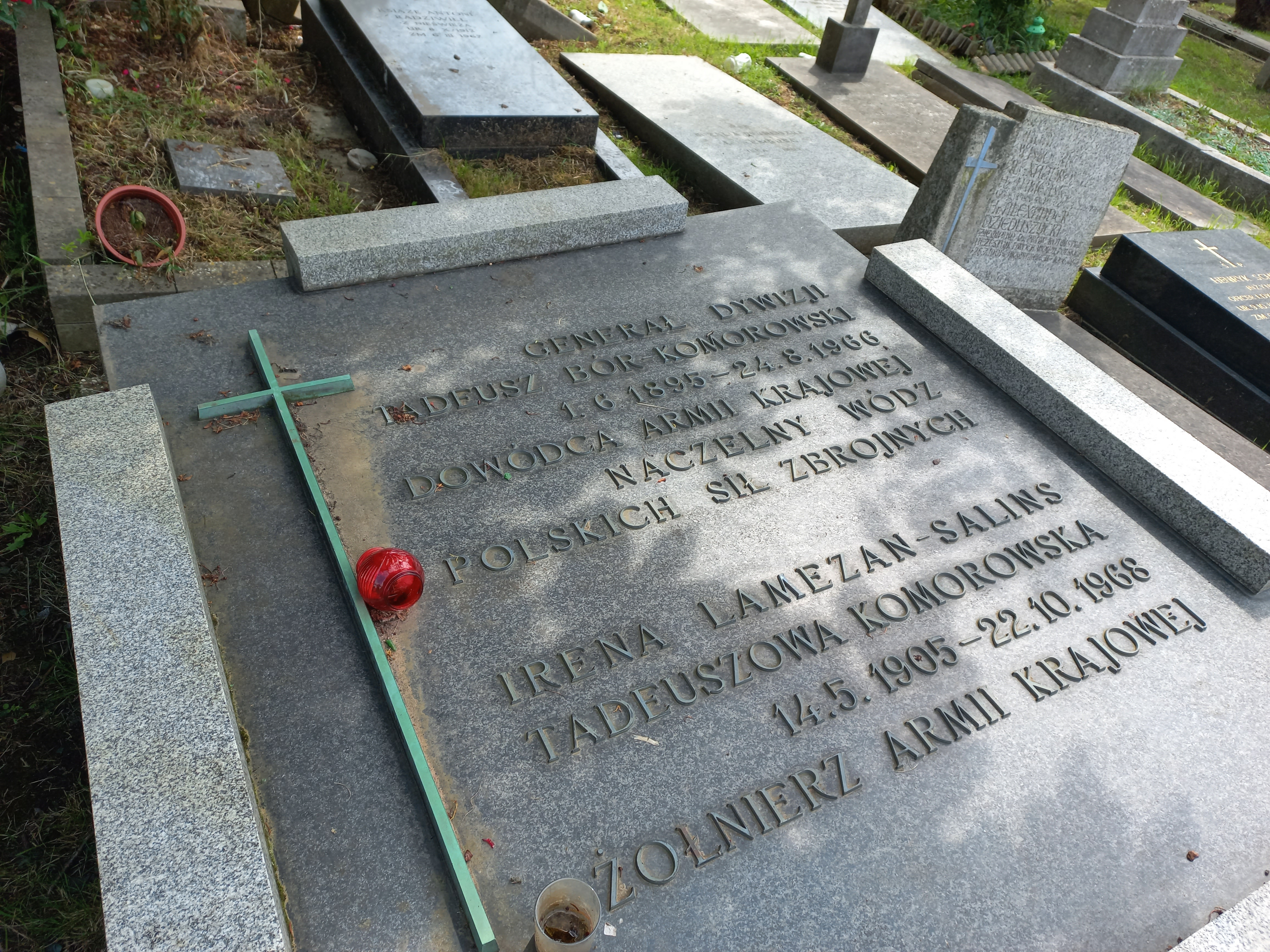
Grób Tadeusza na Cmentarzu Gunnersbury w Londynie
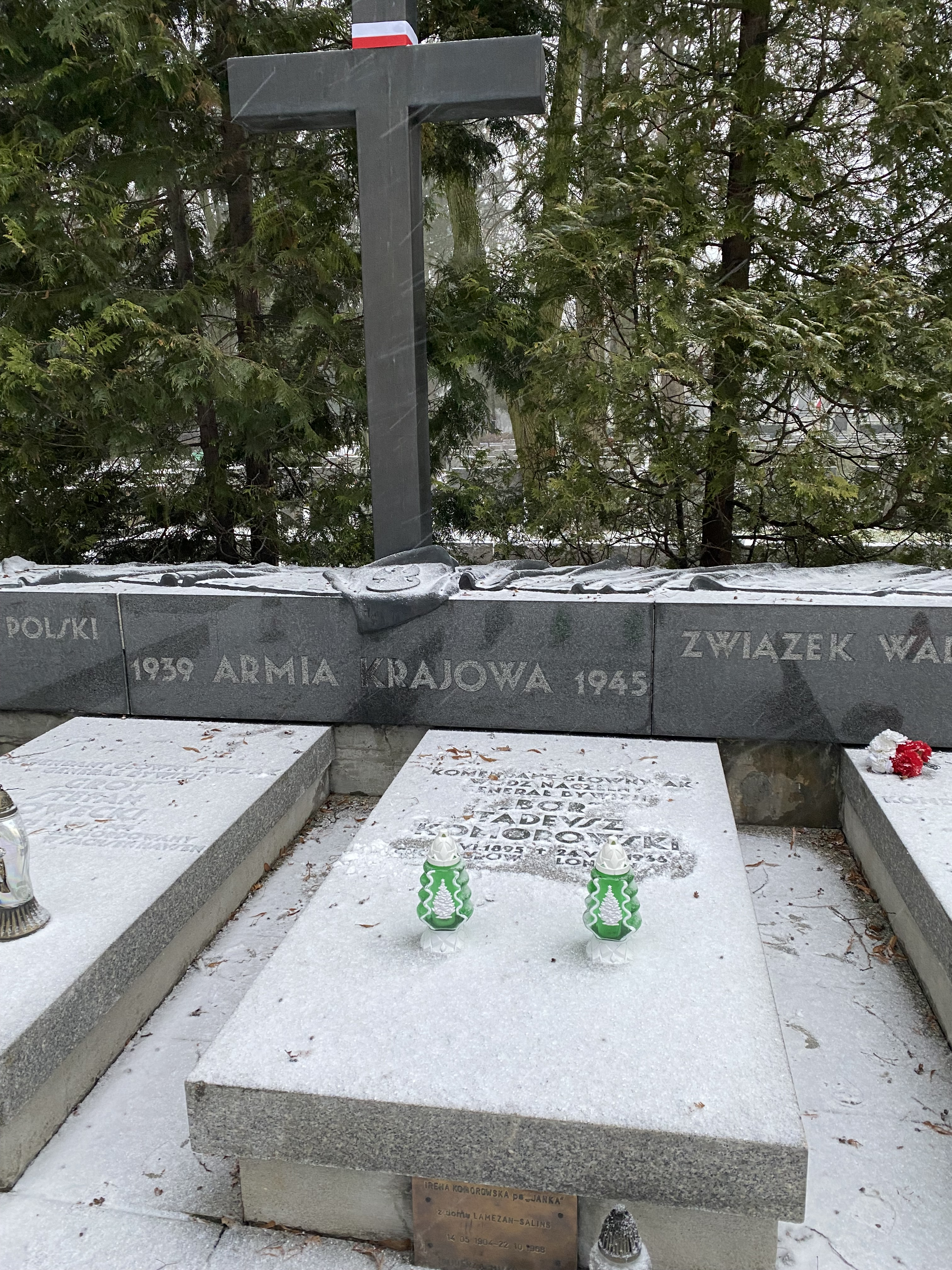
Grób Tadeusza na Cmentarzu Wojskowym na Powązkach w Warszawie

## Awanse
- porucznik – ze starszeństwem z dniem 1 listopada 1916
- rotmistrz – zweryfikowany 3 maja 1922 ze starszeństwem z dniem 1 czerwca 1919 i 73. lokatą w korpusie oficerów jazdy[54]
- major – 31 marca 1924 ze starszeństwem z dniem 1 lipca 1923 i 22. lokatą w korpusie oficerów jazdy
- podpułkownik – 23 stycznia 1928 ze starszeństwem z dniem 1 stycznia 1928 i 18. lokatą w korpusie oficerów kawalerii
- pułkownik – 21 grudnia 1932 ze starszeństwem z dniem 1 stycznia 1933 i 1. lokatą w korpusie oficerów kawalerii
- generał brygady – 8 lutego 1940
- generał dywizji – 14 marca 1944 ze starszeństwem z dniem 1 marca 1944

## Ordery i odznaczenia
- Order Orła Białego (pośmiertnie, 11 listopada 1995)[55]
- Krzyż Komandorski Orderu Wojennego Virtuti Militari (1947)[56]
- Krzyż Złoty Orderu Wojennego Virtuti Militari nr 33 (1944)[56][57][58][59]
- Krzyż Srebrny Orderu Wojskowego Virtuti Militari nr 3001 (1921)[56][57][60]
- Krzyż Oficerski Orderu Odrodzenia Polski (11 listopada 1936)[61][62][57]
- Krzyż Walecznych (trzykrotnie[57]: przed i dwukrotnie po 1939[56])
- Złoty Krzyż Zasługi z Mieczami[56]
- Medal Wojska[56]
- Złoty Krzyż Zasługi (16 marca 1934)[63]
- Srebrny Krzyż Zasługi (2 marca 1925)[64][57]
- Medal Pamiątkowy za Wojnę 1918–1921[65]
- Medal Dziesięciolecia Odzyskanej Niepodległości[65]
- Krzyż Armii Krajowej[56] (1 sierpnia 1966)
- Odznaka 9. Pułku Ułanów Małopolskich[65]
- Komandor Legii Zasługi (pośmiertnie, 1984, USA)[66]

- Srebrny Medal Zasługi Wojskowej z mieczami na wstążce Krzyża Zasługi Wojskowej (dwukrotnie, Austro-Węgry)
- Brązowy Medal Zasługi Wojskowej z mieczami na wstążce Krzyża Zasługi Wojskowej (Austro-Węgry)[8]

## Krytyka
W dosadny sposób stanowisko i osobowość gen. Tadeusza Bora-Komorowskiego, jako wodza naczelnego Armii Krajowej, podczas powstania warszawskiego, sformułowała Maria Dąbrowska:

wódz naczelny Armii Krajowej generał Bór-Komorowski. Mały człowiek, któremu powierzono los narodu i stolicy i o którym jeszcze w tym czasie mawiano tu i owdzie: no przecież ostatecznie Bór ma jakiś plan, wie, co robi. Jeśli nie kapituluje, to znaczy jest jakaś nadzieja na pomoc.
Leżący na podłodze i nasłuchujący armat rosyjskich generał nie miał żadnego planu i nie wiedział co robi.

## Upamiętnienie
- W 1990 wyemitowano z jego wizerunkiem polską monetę kolekcjonerską o nominale 200 000 zł. Moneta ta została wykonana ze srebra próby 750 w nakładzie 25 000 egzemplarzy, miała średnicę 35 mm i wagę 19,3 g, rant gładki[68].
- W wielu polskich miastach istnieją ulice jego imienia (na przykład ulica gen. Tadeusza Bora-Komorowskiego w Warszawie, aleja gen. Tadeusza Bora-Komorowskiego w Krakowie).
- Na osiedlu Kawalerii Polskiej w Grudziądzu znajduje się jego pomnik.
- Honorowy obywatel Głowna (2004).
- 31 lipca 2008 w Muzeum Powstania Warszawskiego w Warszawie odsłonięto tablicę pamiątkową ku jego czci.
- Postać generała Bora-Komorowskiego pojawia się ponadto w wielu filmach, m.in. Żołnierze wolności (1977)[69], Generał Nil (2009)[70], Kurier (2019)[71] oraz spektaklu telewizyjnym Sprawa polska 1944 (1974)[72]. Wcielili się w niego tacy aktorzy, jak Jan Burek, Stefan Szmidt, Grzegorz Małecki czy Henryk Machalica.
- Decyzją prezesa Instytutu Pamięci Narodowej z dnia 12 listopada 2019 roku na wniosek prezesa koła Związku Kombatantów RP i Byłych Więźniów Politycznych w Nowym Targu, grób T. Komorowskiego na cmentarzu Powązkowskim (kwatera A26, nr grobu 0 – 3) został wpisany do prowadzonej przez IPN ewidencji grobów weteranów walk o wolność i niepodległość Polski pod numerem ewidencyjnym 211[73].

## Życie prywatne
Od 1930 żonaty z Ireną Lamezan-Salins (1904–1968), córką gen. Roberta Lamezana-Salins, z którą miał dwóch synów: Adama (ur. 1942) i Jerzego (ur. 1944). Ten drugi urodził się obarczony zespołem Downa.

## Publikacje
- 1951 – Armia Podziemna
- 2006 – Powstanie warszawskie (wydane pośmiertne)